# 塔吉克斯坦地理
塔吉克斯坦共和国位于中亚的东南部，面积14.31万平方公里，是中亚领土面积最小的国家。东部与中国毗邻，南与阿富汗接壤，西邻乌兹别克斯坦，北接吉尔吉斯共和国。境内多山，山地面积约占国土面积的93％，一半以上的地区海拔高于3000米，素有“山地之国”的称号。北部山脉属天山山系，中部属吉萨尔－阿尔泰山系，东南部为冰雪覆盖的帕米尔高原。最高点为伊斯梅尔·索莫尼峰，海拔7495米。西北部是费尔干纳盆地的西缘，西南部有瓦赫什谷地、吉萨尔谷地和喷赤谷地等。大部分河流属咸海水系，主要有锡尔河、阿姆河、泽拉夫尚河、瓦赫什河和菲尔尼甘河等。高山地区冰川资源丰富。
全境属典型的温带大陆性气候，高山区随海拔高度增加大陆性气候加剧，南北温差较大。年降水量150～250毫米。